# USS Archerfish (SS-311)
L'USS Archerfish (SS-311) était un sous-marin de classe Balao. Il est principalement connu pour avoir coulé le porte-avions Shinano en novembre 1944 sous le commandement de Joseph F. Enright.